# Danh sách công ty thông tin di động theo số thuê bao
Dưới đây là danh sách các công ty thông tin di động xếp theo số lượng thuê bao. Để xem danh sách đầy đủ các công ty cung cấp dịch vụ mạng di động, xin xem Danh sách công ty thông tin di động.
| TT | Công ty                                         | Thị trường chính | Công nghệ*                                                                    | Thuê bao (ước tính, đơn vị triệu thuê bao)                       | Subscribers (tổng, đơn vị triệu thuê bao)                           |
| -- | ----------------------------------------------- | --- | ----------------------------------------------------------------------------- | ---------------------------------------------------------------- | ------------------------------------------------------------------- |
| 1  | China Mobile (Trung Quốc)                       | Trung Quốc (tính cả Hồng Kông),Pakistan | GSM, GPRS, EDGE TD-SCDMA                                                      | 500,59 (tháng 6 năm 2008)                                        | 436,12 Lưu trữ 2012-10-16 tại Wayback Machine (30 tháng 9 năm 2008) |
| 2  | SingTel (Singapore)                             | Úc, Ấn Độ, Thái Lan, Philippines, Bangladesh, Indonesia | GSM, GPRS, UMTS, HSDPA LTE                                                    | 500 Lưu trữ 2014-07-15 tại Wayback Machine (tháng 3 năm 2014)    | 500 Lưu trữ 2014-07-15 tại Wayback Machine (tháng 3 năm 2014)       |
| 3  | Vodafone (Anh)                                  | Anh, Đức, Ý, Pháp, Tây Ban Nha, Romania, Hy Lạp, Bồ Đào Nha, CH Séc, Hungary, Ireland, Albania, Bắc Síp, Đảo Faroe, Ấn Độ, Hoa Kỳ, Nam Phi, Úc, New Zealand, Thổ Nhĩ Kỳ, Ai Cập, Ghana, Fiji, Lesotho, Mozambique                                      | GSM, GPRS, EDGE UMTS, HSDPA (CdmaOne CDMA2000 1x, EV-DO)                      | 260,5 Lưu trữ 2009-02-18 tại Wayback Machine (tháng 4 năm 2008)  |                                                                     |
| 4  | Telefónica / Movistar / O2 (Tây Ban Nha)        | Tây Ban Nha, Argentina, Brasil, Chile, Colombia, Ecuador, El Salvador, Guatemala, Mexico, Nicaragua, Panama, Peru, Uruguay, Venezuela, Ireland, Đức, Anh, CH Séc, Maroc, Slovakia                                                                      | GSM, GPRS, EDGE UMTS, HSDPA (D-AMPS CdmaOne CDMA2000 1x)                      | 188,9 (tháng 9 năm 2008)                                         | 188,9 (tháng 9 năm 2008)                                            |
| 5  | América Móvil (México)                          | Hoa Kỳ, Argentina, Chile, Colombia, Paraguay, Uruguay, Mexico, Puerto Rico, Ecuador, Jamaica, Peru, Brasil, CH Dominica, Guatemala, Honduras, Nicaragua, Ecuador và El Salvador                                                                        | GSM, GPRS, EDGE UMTS, HSDPA (D-AMPS CdmaOne CDMA2000 1x, EV-DO)               | 172,5 Lưu trữ 2009-02-06 tại Wayback Machine (tháng 9 năm 2008)  | 172,5 Lưu trữ 2009-02-06 tại Wayback Machine (tháng 9 năm 2008)     |
| 6  | Telenor (Na Uy)                                 | Na Uy, Thụy Điển, Đan Mạch, Hungary, Montenegro, Serbia, Nga, Ukraina, Thái Lan, Bangladesh, Pakistan, Malaysia | GSM, GPRS, EDGE UMTS, HSDPA                                                   | 159 (tháng 9 năm 2008)                                           | 159 (tháng 9 năm 2008)                                              |
| 7  | China Unicom (Trung Quốc)                       | Trung Quốc (gồm cả Macao) | GSM, GPRS                                                                     | 127,6 Lưu trữ 2021-02-16 tại Wayback Machine (tháng 6 năm 2008)  | 127.6 Lưu trữ 2021-02-16 tại Wayback Machine (tháng 6 năm 2008)     |
| 8  | T-Mobile (Đức)                                  | Đức, Hoa Kỳ, Anh, Ba Lan, CH Séc, Hà Lan, Hungary, Áo, Croatia, Slovakia, Macedonia, Montenegro, Puerto Rico, và quần đảo Virgin thuộc Hoa Kỳ | GSM, GPRS, EDGE UMTS, HSDPA                                                   | 128,3 Lưu trữ 2009-02-17 tại Wayback Machine (tháng 12 năm 2008) | 128,3 Lưu trữ 2009-02-17 tại Wayback Machine (tháng 12 năm 2008)    |
| 9  | TeliaSonera (Thụy Điển)                         | Na Uy, Thụy Điển, Đan Mạch, Phần Lan, Estonia, Latvia, Litva, Tây Ban Nha, Trung Á | GSM, GPRS, EDGE UMTS, HSDPA                                                   | 115.0 (December, 2007)                                           | 115 (tháng 6 năm 2008)                                              |
| 10 | Orange / France Télécom (Pháp)                  | Pháp, Anh, Thụy Sĩ, Ba Lan, Tây Ban Nha, Romania, Moldova, Slovakia, Bỉ, Liechtenstein, Israel, Ai Cập, Bờ Biển Ngà, Jordan, Cameroon, Botsawa, Madagascar, Mali, Senegal, Mauritius, Réunion, Martinique, Saint Kitts và Nevis, Dominica, CH Dominica | GSM, GPRS, EDGE UMTS, HSDPA                                                   | 111.884 (tháng 3 năm 2008)                                       | 111.884 (tháng 3 năm 2008)                                          |
| 11 | MTS (Nga)                                       | Nga, Ukraina, Belarus, Uzbekistan, Turkmenistan, Armenia | GSM, GPRS, EDGE UMTS                                                          | 91,73 (tháng 9 năm 2008)                                         | 91,73 Lưu trữ 2014-11-06 tại Wayback Machine (tháng 9 năm 2008)     |
| 12 | Bharti Airtel (Ấn Độ)                           | Ấn Độ, Seychelles, Jersey, Guernsey, Sri Lanka | GSM, GPRS, EDGE                                                               | 85,65 (tháng 12 năm 2008)                                        | 85,65 (tháng 12 năm 2008)                                           |
| 13 | Verizon Wireless (Hoa Kỳ)                       | Hoa Kỳ | CdmaOne CDMA2000 1x, EV-DO LTE (planned) (GSM*, GPRS*) *Thừa hưởng từ Alltel. | 83,7 9 tháng 1 năm 2009.html (tháng 1 năm 2009)                  | 83,7 9 tháng 1 năm 2009.html (tháng 1 năm 2009)                     |
| 14 | MTN Group (Nam Phi)                             | Afghanistan, Benin, Botswana, Cameroon, Cộng hòa Congo, Bờ Biển Ngà, Síp, Ghana, Guinea Bissau, Cộng hòa Guinea, Iran, Liberia, Nigeria, Rwanda, Nam Phi, Sudan, Swaziland, Syria, Uganda, Yemen, Zambia                                               | GSM, GPRS, EDGE UMTS, HSDPA, HSUPA                                            | 80,74 (tháng 9 năm 2008)                                         | 80.74 (tháng 9 năm 2008)                                            |
| 15 | AT&T Mobility (Hoa Kỳ)                          | Hoa Kỳ, Puerto Rico và quần đảo Virgin thuộc Hoa Kỳ | GSM, GPRS, EDGE UMTS, HSDPA, HSUPA                                            | 77,0 (tháng 1 năm 2009)                                          | 77,0 (tháng 1 năm 2009)                                             |
| 16 | Telecom Italia / TIM (Ý)                        | Ý, Brasil, San Marino, Tòa Thánh | GSM, GPRS, EDGE UMTS, HSDPA LTE (planned) (D-AMPS)                            | 70,6 (tháng 9 năm 2008) Lưu trữ 2009-01-22 tại Wayback Machine   | 70,6 (tháng 9 năm 2008) Lưu trữ 2009-01-22 tại Wayback Machine      |
| 17 | Etisalat (Các Tiểu vương quốc Ả Rập Thống nhất) | Afghanistan, Benin, Burkina Faso, Cộng hòa Trung Phi, Bờ Biển Ngà, Ai Cập, Gabon, Indonesia, Niger, Nigeria, Pakistan, Ả Rập Saudi, Sudan, Tanzania, Togo, Các Tiểu vương quốc Ả Rập Thống nhất                                                        | GSM, GPRS, EDGE, UMTS, HSDPA                                                  | 63,0 (tháng 4 năm 2008)                                          | 63,0 (tháng 4 năm 2008)                                             |
| 18 | Orascom Telecom (Ai Cập)                        | Algérie, Bangladesh, Ai CẬp, Pakistan, Tunisia, Zimbabwe | GSM, GPRS, EDGE                                                               | 62,9 (tháng 9 năm 2008)                                          | 77,0 (tháng 9 năm 2008)                                             |
| 19 | VimpelCom / Altimo (Nga)                        | Nga, Kazakhstan, Ukraina, Uzbekistan, Tajikistan, Grudia, Armenia, Việt Nam, Campuchia | GSM, GPRS, UMTS (D-AMPS)                                                      | 57,8 (tháng 9 năm 2008)                                          | 57,8 Lưu trữ 2009-02-02 tại Wayback Machine (tháng 9 năm 2008)      |
| 20 | NTT docomo (Nhật Bản)                           | Nhật Bản, Bangladesh, Hoa Kỳ | GSM, GPRS, PDC FOMA, HSDPA                                                    | 54,16 (tháng 12 năm 2008)                                        | 54,16 (tháng 12 năm 2008)                                           |